# Okręg Szkolny Poznański
Okręg Szkolny Poznański (OSP) – jeden z okręgów szkolnych II RP, utworzony rozporządzeniem Ministra Wyznań Religijnych i Oświecenia Publicznego z dnia 26 stycznia 1921 roku, w porozumieniu z Ministrem b. Dzielnicy Pruskiej w przedmiocie tymczasowego ustroju władz szkolnych na obszarze tej dzielnicy  z siedzibą kuratora w Poznaniu.

## Historia
Od 1 maja 1919 do 30 grudnia 1919, delegatem Ministerstwa W. R. i O. P., przy Naczelnej Radzie w Poznaniu był dr. Stanisław Węckowski. Od 1 stycznia 1920 roku do 24 (26) stycznia 1921 roku prezesem Poznańskiej Komisji dla Spraw Wyznaniowych i Szkolnych w Poznaniu był dr. Karol Opuszyński.
26 stycznia 1921 roku utworzono Okręg Szkolny Poznański, a 8 czerwca 1921 roku weszło w życie rozporządzenie o jego utworzeniu.
Od 1 września 1931 do 31 sierpnia 1937 roku w skład okręgu włączono Okręg Szkolny Pomorski.
Kuratorzy poznańscy.
1921-1928 Bernard Chrzanowski.
1928–1932. dr. Joachim Namysł.
1932–1936. dr. Michał Pollak.
1936–1939. dr. Jan Jakóbiec.

## Obwody szkolne
W 1933 roku Rozporządzeniem Prezydenta Rzeczypospolitej Polskiej, z dnia 4 lipca 1933 r. o organizacji obwodowych władz szkolnych, dla celów administracji w zakresie szkolnictwa, okręgi szkolne zostały podzielone na obwody, zawierające jeden lub więcej powiatów i były zarządzane przez inspektorów szkolnych.
Okręg Szkolny Poznański został podzielony na obwody:

- Obwód bydgoski – miasto Bydgoszcz oraz powiaty: bydgoski, szubiński i wyrzyski.
- Obwód chodzieski – powiaty: chodzieski i wągrowiecki.
- Obwód inowrocławski – miasto Inowrocław oraz powiaty: inowrocławski, mogileński i żniński.
- Obwód leszczyński – powiaty: leszczyński, kościański, gostyński i rawicki.
- Obwód nowotomyski – powiaty: nowotomyski, wolsztyński i międzychodzki.
- Obwód obornicki – powiaty: obornicki, szamotulski i czarnkowski.
- Obwód ostrzeszowski – powiaty: ostrowski, kępiński i krotoszyński.
- Obwód poznański miejski – miasto Poznań.
- Obwód poznański – powiaty: poznański, średzki i śremski.
- Obwód wrzesiński – miasto Gniezno oraz powiaty: gnieźnieński, wrzesiński i jarociński.
- Obwód chojnicki – powiaty: chojnicki, tucholski i sępoleński.
- Obwód grudziądzki – miasto Grudziądz oraz powiaty: grudziądzki i świecki.
- Obwód kościerski – powiaty: kościerski i kartuski.
- Obwód nowomiejski – powiaty: brodnicki, lubawski i działdowski.
- Obwód tczewski – powiaty: tczewski i starogardzki.
- Obwód toruński – miasto Toruń oraz powiaty: toruński, chełmiński i wąbrzeski.
- Obwód wejherowski – miasto Gdynia i powiat morski.

## Okręg w PRL
Po wojnie, na podstawie ustawy z 4 czerwca 1920 r. o tymczasowym ustroju szkolnym, wyszło rozporządzenie Rady Ministrów z 5 września 1946 r. o okręgach szkolnych. Rozporządzenie to weszło w życie 9 października 1946, i na nowo utworzono Okręg Szkolny Poznański, obejmujący swoim zasięgiem powojenne województwo poznańskie.